# Cratere Calbe
Calbe  è un cratere sulla superficie di Marte.